# Penina
Penina ist ein Lied der portugiesischen Musikgruppe Jotta Herre und des portugiesischen Sängers Carlos Mendes, das 1969 jeweils als Single A-Seite veröffentlicht wurde. Komponiert wurde es von Paul McCartney.

## Hintergrund
Am 11. Dezember 1968 flogen Paul McCartney, Linda Eastman und ihre Tochter Heather nach Portugal, um den Autor Hunter Davies in seinem Ferienhaus zu besuchen. Davies hatte eine offizielle Biographie der Beatles geschrieben, war danach mit der Band in Kontakt geblieben und mietete eine Unterkunft in Luz, Portugal.
Eines Nachts während seines Aufenthalts, gegen 1:30 Uhr, betraten Paul und Linda das Luxushotel La Penina, um fünf britische Pfund gegen portugiesische Escudos einzutauschen. Sie beschlossen dann, die Bar des Hotels zu besuchen, in der die ansässige Band Jotta Herre auftrat. Die Bandmitglieder erkannten McCartney und baten ihn, sich ihnen musikalisch anzuschließen. Die Bar, die halb leer und fast geschlossen war, füllte darauf sich mit Gästen und Mitarbeitern. Der gemeinsame Auftritt dauerte bis gegen 4 Uhr morgens und McCartney improvisierte einen Song namens Penina, den er dann Jotta Herre anbot.
Giuseppe Flaminio, ein Mitglied von Jotta Herre, sagte dazu: „Paul gab eine unvergessliche Show. Er spielte nacheinander Klavier, Bass, Gitarre und Schlagzeug. Er spielte Schlagzeug, wie ich es noch nie einen Musiker gesehen habe. Jedes Mal kamen mehr Leute in den Raum. Paul kehrte zum Schlagzeug zurück und bat um ‚eine Minute‘. Er begann zu summen und forderte die Menge auf, der harmonischen Sequenz zu folgen, die herauskam. Es war 4 Uhr morgens und genau dort komponierte und sang er das Lied und den Text des Liedes, das er uns anbot. Am Ende gab er ihm einen Titel, den Namen des Hotels.“
Paul McCartney sagte 1994 zum Lied: „Ich war im Urlaub in Portugal und kehrte eines Abends nach ein paar Drinks etwas angeschlagen ins Hotel zurück. Es spielte eine Band und ich landete am Schlagzeug. Das Hotel hieß Penina, ich erfand ein Lied mit diesem Namen, jemand erkundigte sich danach und ich gab es ihnen. Und nein, ich denke nicht, dass ich es jemals selbst aufnehmen würde!“
Die Beatles spielten am 9. Januar 1969 während der Get Back/Let It Be-Sessions eine einminütige Version von Penina.
Ebenfalls am 9. Januar berichtete der Daily Express über die Entstehung des Liedes und behauptete, dass Penina 20.000 britische Pfund wert sei und dass McCartney den portugiesischen Bandleader (von Jotta Herre) Anibal Cunha zu einem Escudo-Millionär gemacht habe. Die Überschrift lautete: Beatle Paul schrieb ein 20.000 Pfund Urlaubs-Trinkgeld.
Im Sommer 1969 veröffentlichte Jotta Herre die Single Penina/North. Die Single wurde von Thilo Krasmann arrangiert und produziert.
Der portugiesische Sänger Carlos Mendes, der 1968 für Portugal am Eurovision Song Contest teilnahm, nahm eine weitere Version des Liedes auf. Die Single Penina/Wings Of Revenge erschien am 18. Juli 1969 und wurde von Joaquim Luís Gomes arrangiert.
Obwohl McCartneys Name auf den Bildhüllen beider Singles abgedruckt wurde, war es für die Plattenverkäufe nicht förderlich, und so blieb Penina eine weniger bekannte McCartney-Komposition. Beide Singles wurden im Jahre 1969 weder in Großbritannien noch in den USA veröffentlicht.